# Денисов Володимир Михайлович
Володимир Михайлович Денисов (біл. Уладзімір Міхайлавіч Дзянісаў; 29 червня 1984, м. Чашники, СРСР) — білоруський хокеїст, захисник.
Виступав за: ХК «Вітебськ», «Юніор» (Мінськ), «Хімік-СКА» (Новополоцьк), «Керамін» (Мінськ), «Лада» (Тольятті), «Лейк-Ері Монстерс» (АХЛ), «Джонстаун Чіфс» (ECHL), «Гартфорд Вулф Пек» (АХЛ), «Динамо» (Мінськ), ХК «Амбрі-Піотта», «Торпедо» (Нижній Новгород), Ак Барс Казань, Трактор, «СайПа».
У складі національної збірної Білорусі провів 45 матчів (2 голи, 8 передач); учасник зимових Олімпійських ігор 2010 (4 матчі, 0+0), учасник чемпіонатів світу 2006, 2007, 2008, 2009, 2010, 2011, 2012 і 2014 (48 матчів, 1+9). У складі молодіжної збірної Білорусі учасник чемпіонатів світу 2003 і 2004 (дивізіон I). У складі юніорської збірної Білорусі учасник чемпіонатів світу 2001 і 2002 (дивізіон I).
Досягнення
- Володар Кубка Білорусі (2005).